# Syria na Plażowych Igrzyskach Azjatyckich 2012
Syria na III Plażowych Igrzyskach Azjatyckich w 2012 roku reprezentowało dziesięciu zawodników, wyłącznie mężczyzn. Był to trzeci start reprezentacji Syrii na plażowych igrzyskach azjatyckich.

## Wyniki

### Piłka nożna plażowa
Syria wystawiła swoją męską reprezentację w turnieju plażowej piłki nożnej. Rywalizując w grupie B drużyna wygrała oba mecze z Omanem i Irakiem. W ćwierćfinale drużyna przegrała z Chińczykami i ostatecznie ulokowała się na miejscach 5-8.
Zawodnicy:
- Mohamad Abdulkadir
- Mohamad Adrah
- Mohammad Cheikh Ahmad
- Abdulsalam Dib
- Mohamad Omar Dyar Bakerli
- Hussam Kbaili
- Ali Khalil
- Samer Mslmani
- Mohammad Nassif Kanaan
- Ali Sleman

| Konkurencja      | Faza eliminacyjna | Faza eliminacyjna | Ćwierćfinały | Półfinały | Finał / Mecz o brąz | Klas. końcowa |
| Konkurencja      | Mecz I            | Mecz II           | Ćwierćfinały | Półfinały | Finał / Mecz o brąz | Klas. końcowa |
| ---------------- | ----------------- | ----------------- | ------------ | --------- | ------------------- | ------------- |
| Turniej mężczyzn | Irak W 4-2        | Oman W 7-6        | Chiny P 1-4  | NQ        | NQ                  | 5-8           |